# Искендерова, Хаяла Ильгар гызы
Хаяла Искендерова (азерб. Xəyalə İlqar qızı İsgəndərova; род. 20 октября 1988, Баку) — турецкая, ранее азербайджанская, шахматистка, международный мастер (2009) среди женщин. Входит в состав женской сборной Турции по шахматам.

## Биография
По итогам чемпионата мира по шахматам, среди девушек до 20, проходившем 2-16 августа 2008 года в турецком городе Газиантеп, Хаяла Искендерова выполнила норму международного мастера.

## Рейтинг
На апрель 2009 года имеет рейтинг 2230 и занимает 362-е место в рейтинг-листе активных женщин-шахматистов ФИДЕ. В европейском рейтинг-листе активных женщин-шахматистов занимает 287 место, в национальном рейтинге на 4 месте.

## Достижения
- 2007 — бронзовый призёр чемпионата Азербайджана среди женщин[2].
- 2008 — чемпионка Азербайджана среди девушек до 20 лет[3].
- 2008 — бронзовый призёр чемпионата Азербайджана среди женщин[4].